# Pithecellobium
Pithecellobium és un gènere de plantes angiospermes amb 403 espècies, pertanyent a la família de les fabàcies.

## Etimologia
El nom del gènere procedeix del grec πιθηκος (pithekos, mico) i ελλοβιον (ellobion, aret) al·ludint a la forma enrotllada dels fruits d'algunes espècies.

## Descripció
Arbres i arbustos amb estípules o estípules espinescents. Les fulles són bipinnades, no sensibles al tacte. El raquis i pavellons generalment presenten nectaris extraflorals. Un parell de folíols per pinna. La inflorescència té forma de glomèruls o corimbes pedunculats agregats en panícules terminals o axil·lars. Les flors són uniformes i pentapètales, el calze és campanulat o tubular, poc dentat, així com la corol·la tubular o infundibuliforme, és a dir, el tub és més llarg que els lòbuls. Presenta nombrosos estams units al tub per la base. La beina del fruit és recta o contorsionada en espiral, generalment de color marró fosc per fora i de color taronja rogenc per dins, planes i amb dehiscència al llarg d'ambdues sutures. Les llavors són marrons o negroses, ovoides o asimètriques, de testa dura, i amb un funicle desenvolupat en aril.

## Ecologia i distribució
Habita al bosc tropical estacionalment sec de terres baixes i matollar espinós per davall dels 500 m, alguns fins als 1550 m, uns pocs en dunes costaneres o en boscos riberencs.
La seua distribució va des d'Amèrica del Nord i del Sud, inclòs el Carib, 12 espècies restringides en Mèxic, Amèrica Central i les Grans Antilles (3 espècies s'estenen cap al nord cap al Mèxic subtropical, les Bahames i Florida, i 1 pel circumcarib), només 3 al nord d'Amèrica del Sud i 3 més esteses a banda i banda de l'istme de Panamà.

## Taxonomia
- Pithecellobium albicaule Britton & Rose
- Pithecellobium bahamense Northr.
- Pithecellobium benthamianum
- Pithecellobium bertolonii Benth.
- Pithecellobium bifoliolatum
- Pithecellobium bijugatum
- Pithecellobium bipinnatum L.Rico
- Pithecellobium brevipes
- Pithecellobium brownii Standl.
- Pithecellobium caesalpinioides
- Pithecellobium campechense
- Pithecellobium candidum
- Pithecellobium circinale (L.) Benth.
- Pithecellobium cochliocarpum
- Pithecellobium concinnum Pittier
- Pithecellobium cordifolium
- Pithecellobium cynodonticum Barneby & J.W.Grimes
- Pithecellobium decandrum
- Pithecellobium discolor
- Pithecellobium diversifolium
- Pithecellobium domingense
- Pithecellobium dulce (Roxb.) Benth.
- Pithecellobium elachistophyllum
- Pithecellobium elegans
- Pithecellobium excelsum (Kunth) Mart.
- Pithecellobium filipes (Vent.) Benth.
- Pithecellobium flavovirens
- Pithecellobium furcatum Benth.
- Pithecellobium glaucescens
- Pithecellobium guaraniticum
- Pithecellobium guaricense
- Pithecellobium guatemalense
- Pithecellobium gummiferum
- Pithecellobium halogenes
- Pithecellobium hansemannii
- Pithecellobium histrix (A.Rich.) Benth.
- Pithecellobium hymenaeafolium (Willd.) Benth
- Pithecellobium insigne Micheli
- Pithecellobium jiringa
- Pithecellobium johansenii Standl.
- Pithecellobium keyense Coker
- Pithecellobium laetum
- Pithecellobium lanceolatum
- Pithecellobium larensis
- Pithecellobium lentiscifolium
- Pithecellobium leucosericeum
- Pithecellobium longipendulum
- Pithecellobium macrandrium
- Pithecellobium maestrense
- Pithecellobium marthae
- Pithecellobium mataybifolium
- Pithecellobium micradenium
- Pithecellobium microchlamys
- Pithecellobium mucronatum
- Pithecellobium nicoyanum
- Pithecellobium obliquifoliolatum
- Pithecellobium oblongum Benth.
- Pithecellobium obovale
- Pithecellobium pachypus Pittier
- Pithecellobium peckii S.F.Blake
- Pithecellobium pistaciifolium
- Pithecellobium platycarpum Merr.
- Pithecellobium roseum
- Pithecellobium salutare
- Pithecellobium seleri Harms
- Pithecellobium spinulosum
- Pithecellobium splendens
- Pithecellobium steyermarkii
- Pithecellobium striolatum
- Pithecellobium tenue Craib
- Pithecellobium tonduzii
- Pithecellobium tuerckheimii
- Pithecellobium unguis-cati (L.) Benth.
- Pithecellobium velutinum
- Pithecellobium vietnamense I.C.Nielsen

Moltes espècies ara en els gèneres Albizia i Abarema es van classificar anteriorment en Pithecellobium. Algunes espècies incloses anteriorment són:
- Archidendron bigeminum (abans P. bigeminum, P. gracile, P. nicobaricum)
- Chloroleucon foliolosum (abans P. foliolosum, P. grisebachianum, P. myriophyllum, P. oligandrum)
- Pseudosamanea cubana (abans P. bacona)
- Zygia cognata (abans P. cognatum, P. stevensonii)
- Zygia pithecolobioides (abans P. pithecolobioides, P. reductum)

## Usos
Són plantes ornamentals, de cobertura i d'ombra, on també es cultiven per la polpa comestible en l'aret de la beina (també s'empra per fer begudes). A més, s'utilitza la seua fusta (construcció i pals), farratge per al bestiar, llenya, com a plantes mel·líferes per a les abelles, amb els olis de les llavors es fa sabó i amb l'escorça s'adoben teles.